# Ansan (Gers)
Ansan település Franciaországban, Gers megyében. Lakosainak száma 74 fő (2022. január 1.). Ansan Saint-Sauvy, Aubiet, Blanquefort, Crastes és Nougaroulet községekkel határos.

## Népesség
A település népességének változása:
| Lakosok száma | 118  | 80   | 68   | 90   | 88   | 80   | 78   | 79   | 77   | 74   |
|               | 1968 | 1982 | 1990 | 2006 | 2013 | 2015 | 2017 | 2019 | 2020 | 2022 |